# Partita (Tailleferre)
Pour les articles homonymes, voir Partita.
Partita est une œuvre pour piano de Germaine Tailleferre composée en 1957.

## Présentation
La Partita pour piano de Tailleferre est composée en 1957 et publiée par Broude Brothers (New York) en 1964.
La partition est dédiée à Françoise Tailleferre, fille de la compositrice.
Pour Guy Sacre, malgré son titre, l'œuvre est plus à rapprocher d'une sonatine que d'une partita. Pour le musicien, quoi qu'il en soit, c'est « sans doute la partition la plus intéressante, sinon la plus caractéristique, du piano de Germaine Tailleferre ».

## Structure
Partita est constitué de trois mouvements :
- Perpetuum mobile, en ut majeur, allegretto, avec « ses trois pages de croches babillardes, sa basse d'Alberti gentiment bitonale, son aigu de boîte à musique[1] », relève Guy Sacre ;
- Notturno, en ré mineur, andantino, mouvement central qui « doit beaucoup au jazz, dans ses harmonies comme dans ses rythmes, triolets alanguis et syncopes, où revivent des nostalgies de blues[1] » ;
- Allegramente, en fa dièse majeur, allegro, finale qui, à l'instar du premier mouvement, évoque un mouvement perpétuel, avec une cadenza centrale « où les deux mains superposent des arpèges, avant la reprise, laquelle arrive un ton plus haut, en sol, et traîne à rejoindre le ton initial[1] ».

La pièce est d'une durée moyenne d'exécution de neuf minutes environ.

## Discographie sélective
- Germaine Tailleferre : Œuvres pour piano, Cristina Ariagno (piano), Timpani 1C1074, 2003.
- The Flower of France (La Fleur de France) – Germaine Tailleferre Piano Works, Quynh Nguyen (en) (piano), Music & Arts MACD1306, 2023.